# Rudolf Beckmann
Rudolf Beckmann (Osnabrück, Imperio alemán, 20 de febrero de 1910- Campo de exterminio de Sobibor, Gobierno General, 14 de octubre de 1943) fue un SS-Oberscharführer y uno de los guardianes del campo de exterminio de Sobibor. Fue apuñalado hasta la muerte por los reclusos durante el levantamiento de Sobibor. Beckmann era miembro del Partido Nazi (miembro 305 721) y del Schutzstaffel. Aunque no se sabe nada de su vida antes de entrar en las SS.

## Biografía
Beckmann trabajaba inicialmente en el proceso de cremación del programa eugenésico del nazismo conocido como «Aktion T4» del castillo de Grafeneck y en el centro de eutanasia Hadamar, donde los discapacitados eran gaseados. En 1942, Cuando las autoridades nazis decidieron implementar la operación Reinhard (el plan secreto de los nazis para exterminar a los judíos polacos en el territorio del Gobierno General) fue trasladado al campo de exterminio de Sobibor, donde estuvo principalmente en el campo II como jefe del comando de clasificación, donde se clasificaba la ropa y otros bienes de los judíos asesinados y era responsable del cuidado de los caballos.
Después de que los judíos llegaban a la rampa, los obligaban a desnudarse y a dejar a un lado toda su ropa y equipaje. Los que no podían caminar eran llevados en carros. Si esto sucedía demasiado lentamente, simplemente les arrancaban la ropa del cuerpo a la fuerza. Entonces llegaba la orden de entrar en la casa de baños (cámara de gas). Antes de eso, tenían que pasar por un mostrador, en el que se encontraba el SS-Oberscharführer Alfred Ittner, quien les quitaba todos los objetos de valor, como oro y otras joyas, la ropa desechada era trasportada a un cuartel cercano para su clasificación y distribución. Todos los papeles, documentos y objetos que no se encontraban en el cuartel de clasificación eran introducidos en bolsas y llevados al campo de cremación. Luego, se rastrillaba el terreno. «Todo esto tenía que suceder a un ritmo rápido, para que posteriormente el siguiente grupo de judíos pudiera ser gaseado de la misma manera lo más rápido posible».
Beckmann fue asesinado durante la primera fase de la revuelta de Sobibor, en la que los conspiradores atrajeron a hombres de las SS a lugares apartados y los mataban de forma encubierta. Inicialmente, los conspiradores habían planeado matar a Beckmann en el cuartel de almacenamiento del Campo II, pero de camino a la cita, Beckmann de repente se dio la vuelta y se dirigió de regreso a su oficina en el edificio administrativo. Jaim Engel se ofreció voluntario para matarlo en su oficina, después de escuchar a los conspiradores discutir la situación. Engel fue al edificio administrativo con un kapo llamado Pozyczki, y apuñaló a Beckmann mientras Pozyczki lo sujetaba. Mientras lo apuñalaba, gritaba «¡Por mi padre! ¡Por mi hermano! ¡Por todos los judíos!». Beckmann luchó mientras Engel lo apuñalaba, lo que provocó que el cuchillo se resbalara y le cortara la mano. Una vez muerto, los dos prisioneros empujaron su cuerpo debajo del escritorio, sin tener tiempo de esconder mejor su cadáver.